# Кипу (волость)
Ки́пу (ест. Kõpu vald) — волость в Естонії, одиниця самоврядування в повіті Вільяндімаа з 19 грудня 1991 до 21 жовтня 2017 року.

## Географічні дані
Площа волості — 258,7 км2, чисельність населення на 1 січня 2017 року становила 611 осіб.

## Населені пункти
Адміністративний центр — селище Кипу (Kõpu alevik).
На території волості також розташовувалися 9 сіл (küla): Ванавескі (Vanaveski), Ійа (Iia), Кунінґа (Kuninga), Лаане (Laane), Пунакюла (Punaküla), Серукюла (Seruküla), Супсі (Supsi), Тіпу (Tipu), Уйа (Uia).

## Історія
19 грудня 1991 року Кипуська сільська рада була перетворена у волость зі статусом самоврядування.
26 січня 2017 року  Уряд Естонії постановою № 27 затвердив утворення нової адміністративної одиниці — волості Пиг'я-Сакала — шляхом об'єднання територій міського самоврядування Вигма та трьох волостей: Кио, Кипу й Сууре-Яані. Зміни в адміністративно-територіальному устрої, відповідно до постанови, мали набрати чинності з дня оголошення результатів виборів до волосної ради нового самоврядування.
15 жовтня 2017 року в Естонії відбулися вибори в органи місцевої влади. Утворення волості Пиг'я-Сакала набуло чинності 21 жовтня 2017 року. Волость Кипу вилучена з «Переліку адміністративних одиниць на території Естонії».